# Больгаре
Больгаре, Больґаре (італ. Bolgare) — муніципалітет в Італії, у регіоні Ломбардія, провінція Бергамо.
Больгаре розташоване на відстані близько 470 км на північний захід від Рима, 55 км на схід від Мілана, 14 км на південний схід від Бергамо.
Населення — 6081 особа (2014).
Щорічний фестиваль відбувається 29 червня. Покровитель — святий Петро.

## Демографія
Населення за роками:

Станом на 1 січня 2023 року в муніципалітеті офіційно проживали 884 іноземці з 34 країн, серед них 222 громадяни країн Євросоюзу та 11 громадян України.

## Сусідні муніципалітети
- Баньятіка
- Кальчинате
- Кароббіо-дельї-Анджелі
- Кьюдуно
- Коста-ді-Меццате
- Горлаго
- Палоско
- Тельгате